# Forcipomyia pricei
Forcipomyia pricei är en tvåvingeart som beskrevs av Wirth och Gustavo R. Spinelli 1993. Forcipomyia pricei ingår i släktet Forcipomyia och familjen svidknott.
Artens utbredningsområde är Texas. Inga underarter finns listade i Catalogue of Life.